# Pseudococcus pittospori
Pseudococcus pittospori är en insektsart som beskrevs av Williams 1985. Pseudococcus pittospori ingår i släktet Pseudococcus och familjen ullsköldlöss. Inga underarter finns listade i Catalogue of Life.